# Néferhotep (scribe de la grande enceinte)
Pour les articles homonymes, voir Néferhotep.
Néferhotep est un ancien fonctionnaire égyptien avec le titre « Scribe de la grande enceinte ». Il a vécu pendant la XIIIe dynastie, vers 1750 avant notre ère.

## Sépulture
Son tombeau a été découvert en 1860 par Auguste Mariette à Dra Abou el-Naga et contenait une importante gamme d'objets, dont notamment le papyrus Boulaq 18 qui est un récit de la vie dans le palais thébain. Le papyrus avait déjà été publié, mais les trouvailles dans la tombe de Néferhotep n'ont été publiées que récemment. La tombe contenait le cercueil rishi de Néferhotep, qui était probablement en très mauvais état lorsque Mariette l'a trouvé. Elle n'est donc connue que de la description de Mariette. D'autres trouvailles dans la tombe sont un bâton de marche, un appui-tête, un hippopotame en faïence, des pièces en bois du jeu du chien et du chacal, une masse, des instruments d'écriture, un plateau en bois pour un miroir, deux récipients en calcite, une baguette magique et un double scarabée. 
Il y a peu de groupes de tombes bien conservés de cette période, ce qui donne à cette découverte une importance particulière. De plus, c'est le premier groupe de tombes avec un cercueil de rishi qui peut être daté. Normalement, les cercueils rishi sont associés à la XVIIe dynastie (environ cent ans plus tard), mais Néferhotep est probablement décédé à la XIIIe, ce qui montre que ce type de cercueil a été utilisé plus tôt que prévu. 